# Coimères
Coimères egy kis franciaországi település Gironde megyében, Aquitania régióban. Lakosainak száma 1077 fő (2022. január 1.).

## Adminisztráció
Polgármesterek:
- 1947–1956 d'Arlot de Saint Seaud
- 1947–1959 René Mothes
- 1959–1971 Robert Deloubes
- 1971–2014 Jean-Jacques Lafon
- 2014–2020 Jean-Claude Morin

## Demográfia
| Lakosok száma | 369  | 388  | 583  | 658  | 933  | 1014 | 1034 | 1035 | 1057 | 1077 |
|               | 1968 | 1982 | 1990 | 2006 | 2013 | 2015 | 2017 | 2019 | 2020 | 2022 |

## Látnivalók
- 1910-ben épült iskola
- Laroque kastély
- Mosoda